# Джемре Байсел
Джемре Байсел е турска актриса. В България тя е известна с ролята си на Ефсун в „По-красива от теб“.

## Биография и кариера
Джемре Байсел е родена на 5 февруари 1999 година в Измир, Турция. Завършва рисуване в гимназия за изящни изкуства Buca Isilay Saygin; след това учи в педагогическия факултет на университета Едже. На петнадесет години прави своя телевизионен дебют с поддържаща роля в сериала „Зелено море“ (Yesil Deniz). Впоследствие се появява в „Анонимен“ (Isimsizler), преди да бъде избрана за ролята на Фирузе  в в историческия драматичен сериал Payitaht:Abdulhamid. През 2020 г. Байсел получава първата си главна роля в сериала „Лявата ми половина“. Най-известната ѝ роля е в сериала „Игра на късмета“, който се снима през 2021 година. Година по-късно участва в сериала „По-красива от теб“, където си партнира с Бурак Челик. Снима се в сериала „Лейля“, който се излъчва в Турция от 11 септември 2024 година.

## Филмография
| Година    | Заглавие            | Роля           | Белжки          |
| --------- | ------------------- | -------------- | --------------- |
| 2014-2016 | Зелено море         | Гонджа         | Поддържащи роли |
| 2017      | Анонимен            | Гюлпери        | Поддържащи роли |
| 2017-2018 | Столица:Абдулхамид  | Фирузе         | Поддържащи роли |
| 2018-2019 | Не пускай ръката ми | Мелис Челен    | Поддържащи роли |
| 2020      | Рамо                | Фатош          | Поддържащи роли |
| 2020-2021 | Лявата ми половина  | Бириджик Еркюн | Главни роли     |
| 2021      | Игра на късмета     | Ада Тюзюн      | Главни роли     |
| 2022      | По-красива от теб   | Ефсун          | Главни роли     |
| 2023      | Скрий ме            | Инджила        | Главни роли     |
| 2024      | Лейля               | Лейля          | Главни роли     |

## Награди
| Година | Категория     | Проект          |
| ------ | ------------- | --------------- |
| 2021   | Сияйна звезда | Игра на късмета |